# Rudolf Aeschlimann

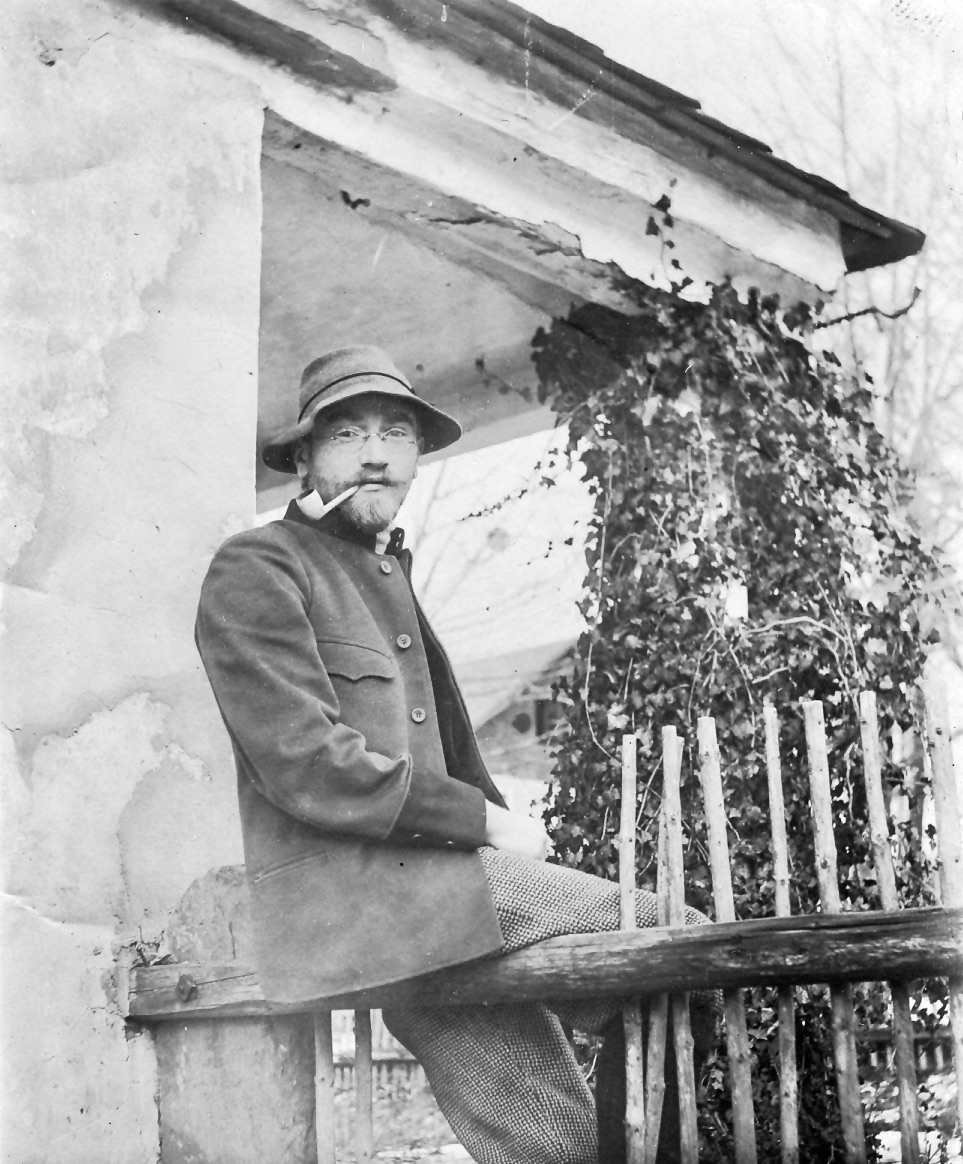
Rudolf Aeschlimann, vermutl. 1910er Jahre

Rudolf Aeschlimann (* 18. Februar 1884 in Burgdorf, Kanton Bern, Schweiz; † 13. November 1961 ebenda) war ein Schweizer Reformpädagoge und Autor. Er war Mitgründer der deutschen Landerziehungsheime Freie Schulgemeinde im Thüringer Wald und der Schule am Meer auf der ostfriesischen Nordseeinsel Juist.

## Biografie

### Familie
Rudolf Aeschlimann wuchs in Burgdorf als jüngstes von sieben Kindern von Karl Eduard Rudolf Aeschlimann (* 4. Januar 1840 in Burgdorf BE; † 15. Januar 1914 ebenda) und dessen zweiter Ehefrau Emma (19. November 1845 in Koppigen; † 10. Januar 1912 in Burgdorf BE), geborene Hess, auf. Rudolf Aeschlimann hatte zwei ältere Schwestern, Fanny (* 10. November 1869 in Burgdorf BE) und Minna (* 19. April 1873 in Burgdorf BE). Aus erster Ehe seines Vaters mit Magdalena (* 27. Juli 1834 in Heiligenschwendi; † 14. Februar 1867 in Burgdorf BE), geborene Jaggi, hatte er zwei ältere Stiefbrüder, Karl Adolf (* 23. November 1864 in Burgdorf BE) und Ernst Arthur (* 19. September 1866 in Burgdorf BE). Diese wanderten in die Vereinigten Staaten aus; der Kontakt zu ihnen ging bald verloren. Ein weiterer Stiefbruder, Hans Hermann, verstarb bereits im Alter von 25 Jahren.
Am 2. April 1918 heiratete er in Kleingeschwenda-Witzendorf die aus Nortorf, Kreis Rendsburg, in Holstein stammende Lehrerin Helene Pahl (* 23. März 1893; † 22. Januar 1988), die er in der Freien Schulgemeinde kennengelernt hatte, wo sie seit 1915 unterrichtete. Sie war Tochter des Lehrers Johann Pahl und dessen Ehefrau, Anna Katharina, geborene Sievers.
Aus der Ehe gingen ein Sohn und eine Tochter hervor, Johann Rudolf Wolfgang (* 1. Februar 1923 in Burgdorf BE), später Chemiker, und Marianne (* 6. Dezember 1926 in Burgdorf BE).

### Schule und Studium
Aeschlimann besuchte das Gymnasium in Burgdorf, wo er 1902 die Maturitätsprüfung ablegte. Im Anschluss daran studierte er Französisch, Italienisch und Geschichte, drei Semester an der Universität Bern, weitere drei Semester an der Friedrich-Wilhelms-Universität in Berlin und ein Semester in Pisa. In Bern erwarb er 1904 das Sekundarlehrerpatent für den sprachlich-historischen Fächerkanon. Danach war er am Knabeninstitut Schmutz in Rolle tätig, seiner ersten praktischen Lehrtätigkeit.
Aeschlimann wird als bescheidener Mensch ohne grosse Ansprüche beschrieben. Er habe der vorherrschenden Pädagogik der damaligen Zeit nicht grundsätzlich ablehnend gegenüber gestanden. Er sei nicht von Vorurteilen geprägt, geistig beweglich und nicht dogmatisch gewesen. Die Anerkennung von Leistungen Dritter war für ihn selbstverständlich. Vor diesem Hintergrund interessierte er sich auch sehr für die Vorstellungen moderner Pädagogik, welche durch die Reformpädagogik repräsentiert wurde, die massgeblich von der Jugendbewegung (Bündische Jugend) inspiriert worden war. Für die Schwierigkeiten, die in der Entwicklung junger Menschen auftreten können, wollte er Hilfsangebote und Lösungsansätze entwickeln. Er war jedoch kein Theoretiker, sondern ein Praktiker, der durch seine Tätigkeit mit den Schülern und seinen Kollegen hinzulernte.
Er erfuhr von dem reformpädagogisch geprägten Deutschen Landerziehungsheim (D.L.E.H.) in Haubinda (Thüringen) und bewarb sich dort. 1905 konnte er nach erfolgter Zusage von seiner schweizerischen Heimat ins südliche Thüringen umziehen.
Als freiheitlich denkender Schweizer verkörperte er weder die im Deutschen Kaiserreich häufig anzutreffende Hörigkeit gegenüber der Obrigkeit noch lebte er deren offen präsentierten Militarismus. Die Jugendbewegung und die Reformpädagogik waren für ihn keine Ideologien. Die neue pädagogische Richtung erschien ihm stattdessen als ein interessantes Experiment, mit dem er sich praktisch auseinandersetzen wollte. Die deutsch-nationale und völkische Ausprägung grosser Teile der Jugendbewegung waren ihm eher fremd.

„Seine naturgegebene, aber auch schweizerische Unabhängigkeit und Freiheit im Urteil und in seiner Art, mit Menschen umzugehen, war für diese deutschen Schulen ein wahres Gottesgeschenk.“

Als der Schulgründer Hermann Lietz das D.L.E.H. Haubinda nach internen Querelen wenig später ohne jegliche Abstimmung mit den Lehrkräften verpachtete, kündigten Aeschlimann und seine Kollegen Paul Geheeb, Fritz Hafner, August Halm, Martin Luserke und Gustav Wyneken vorzeitig zum 1. Juli 1906.
Noch im selben Jahr war Aeschlimann zusammen mit Geheeb, Halm, Luserke und Wyneken Mitgründer der Freien Schulgemeinde Wickersdorf. Um sich weiter zu qualifizieren, liess er sich beurlauben, studierte in Berlin und wegen seiner italienischen Sprachkenntnisse in Pisa. 1911 bestand er das Gymnasiallehrerexamen im schweizerischen Kanton Bern.

### Tätigkeit in Deutschland

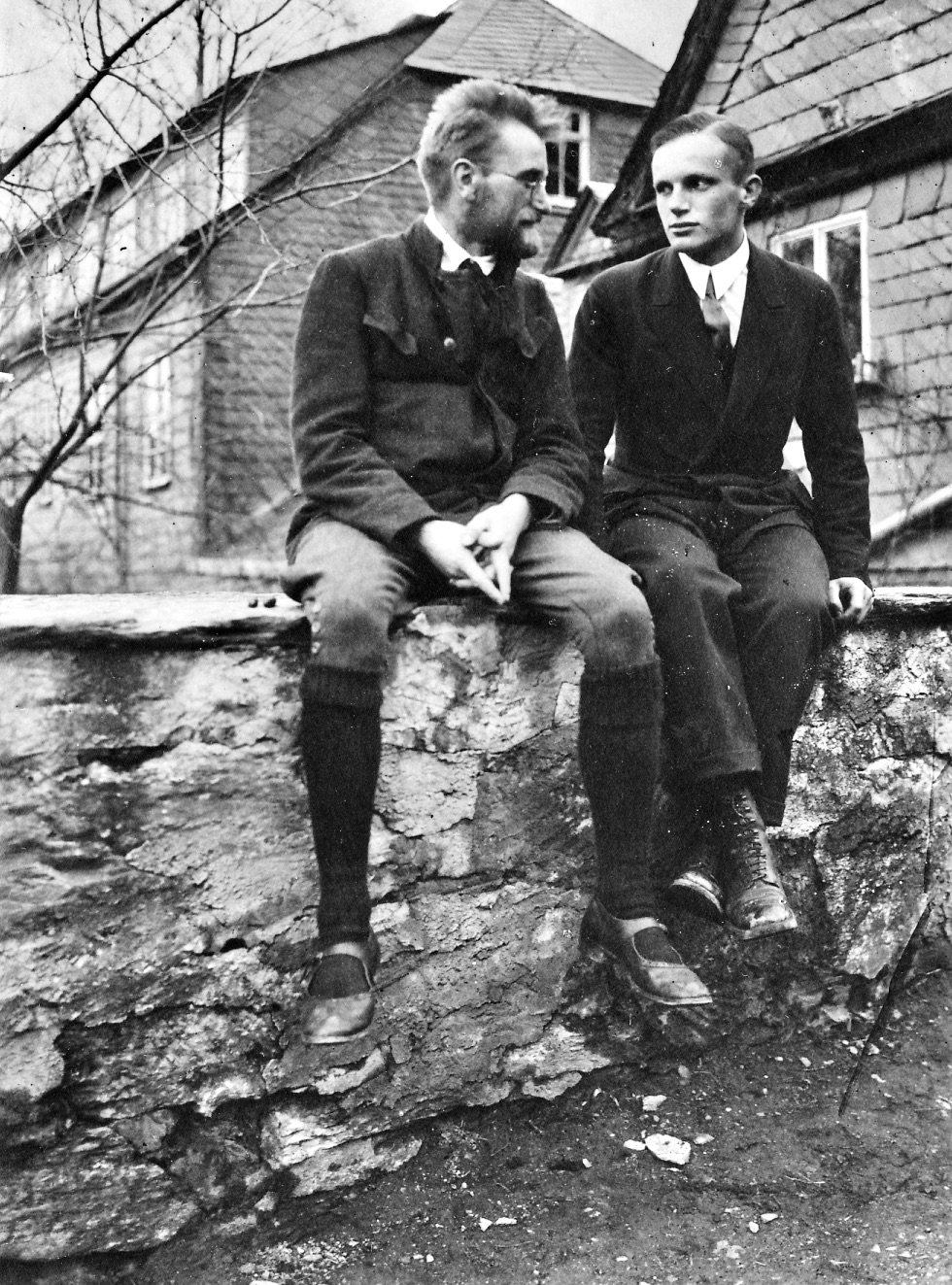
Rudolf Aeschlimann (links) im Gespräch auf dem Gelände der Freien Schulgemeinde in Wickersdorf bei Saalfeld im Thüringer Wald

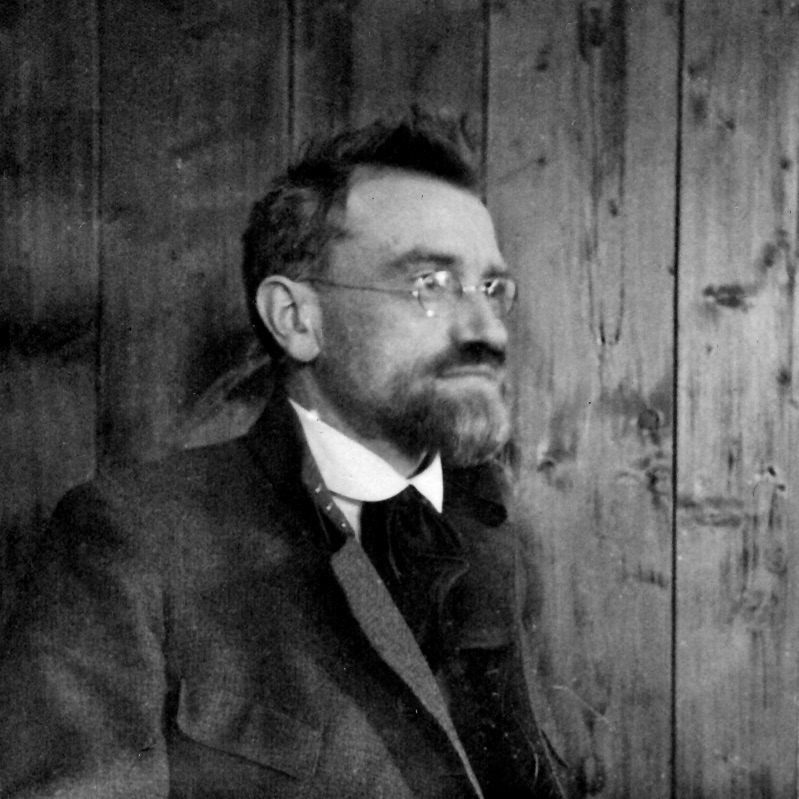
Rudolf Aeschlimann, 1920er Jahre

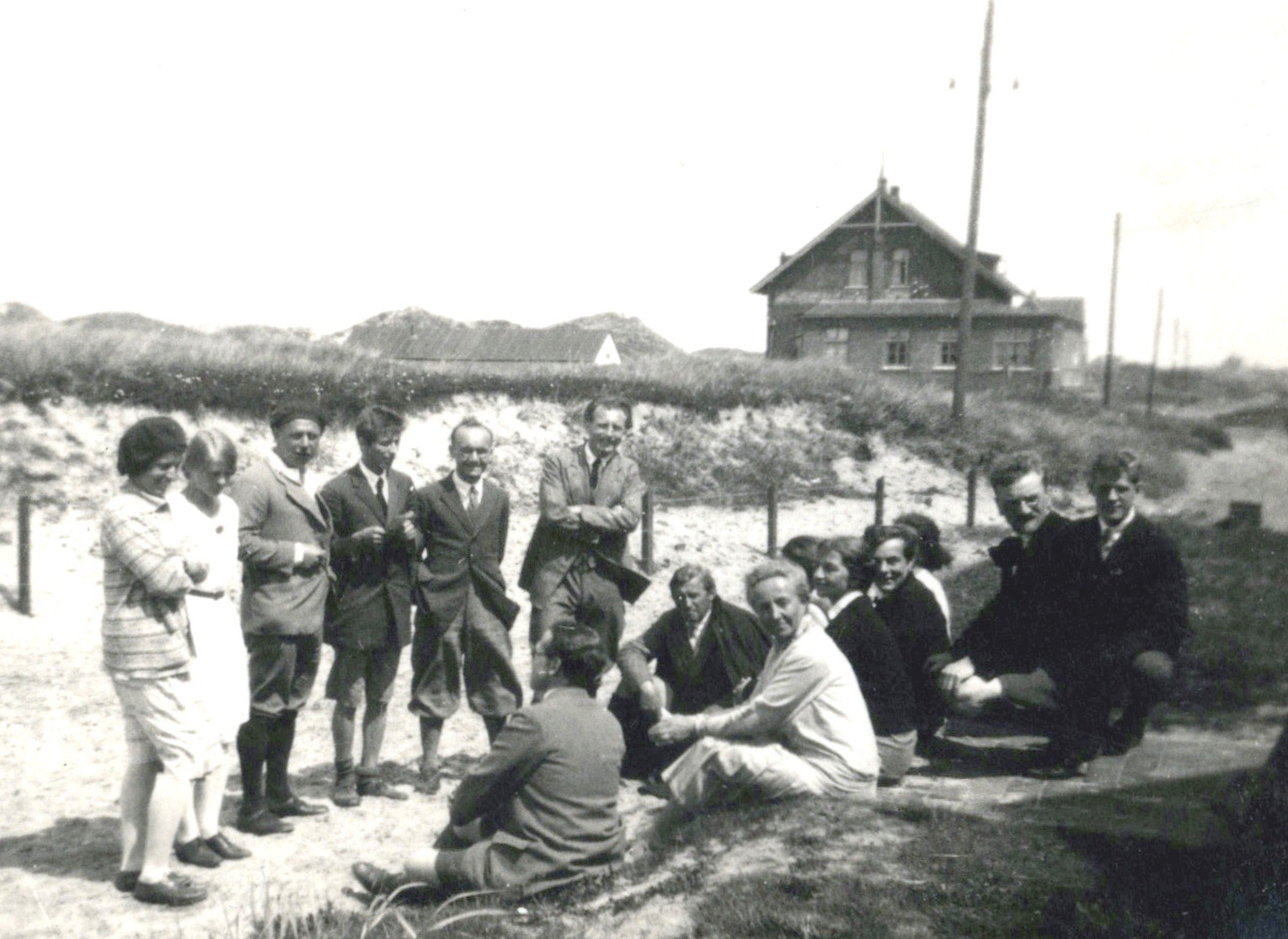
Schule am Meer im Loog auf Juist: Paul Reiner in dunklem Anzug mit Blick zum Fotografen in der Mitte der Gruppe sitzend, 3. v. links Martin Luserke, 2. v. rechts Rudolf Aeschlimann, mittig im Vordergrund mit dem Rücken zum Fotografen sitzend Eduard Zuckmayer vor dem Eingang zum Hauptgebäude Diesseits, ca. 1929

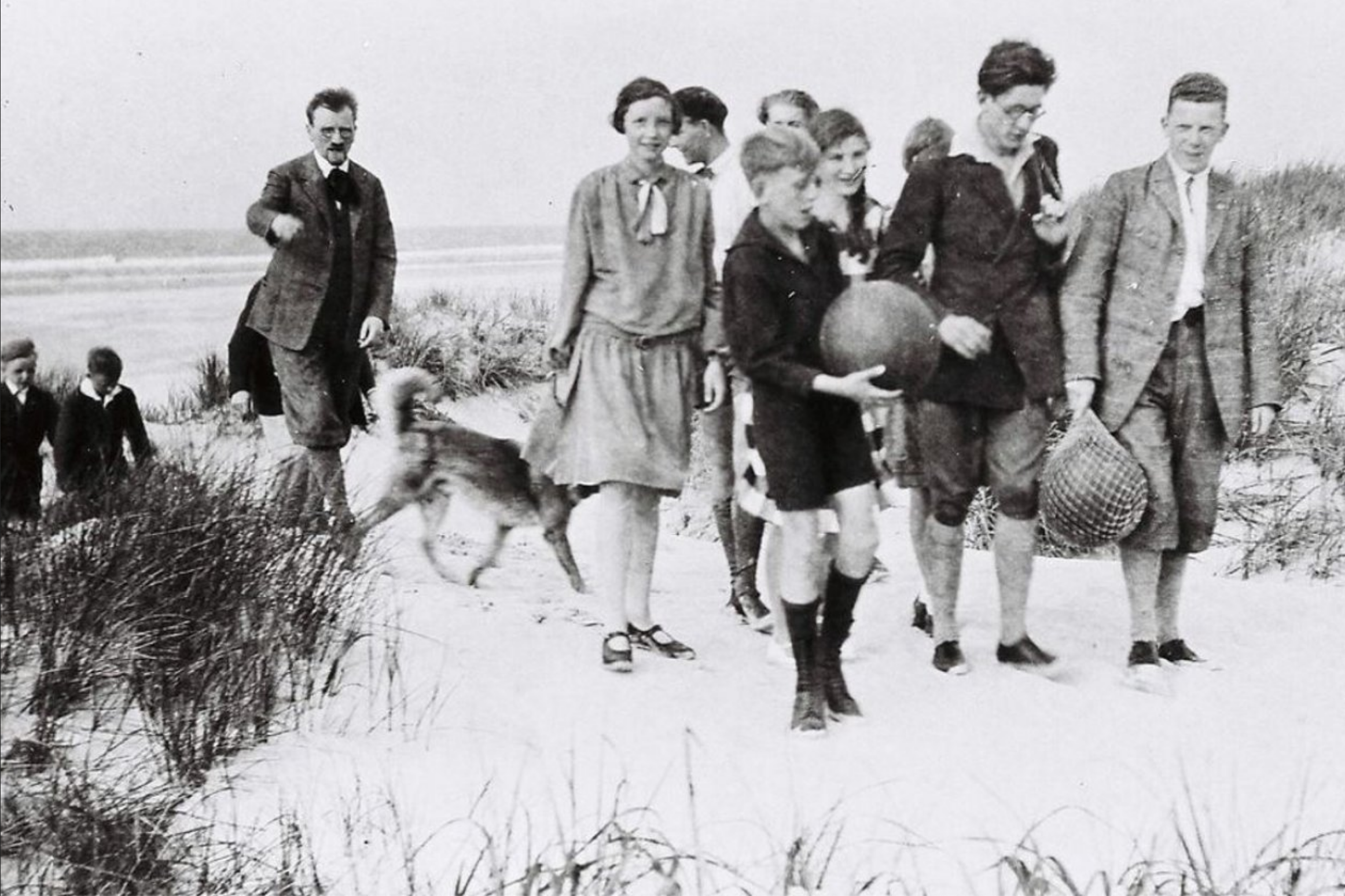
Rudolf Aeschlimann (links) mit Schülern der Schule am Meer auf der ostfriesischen Nordseeinsel Juist, um 1930

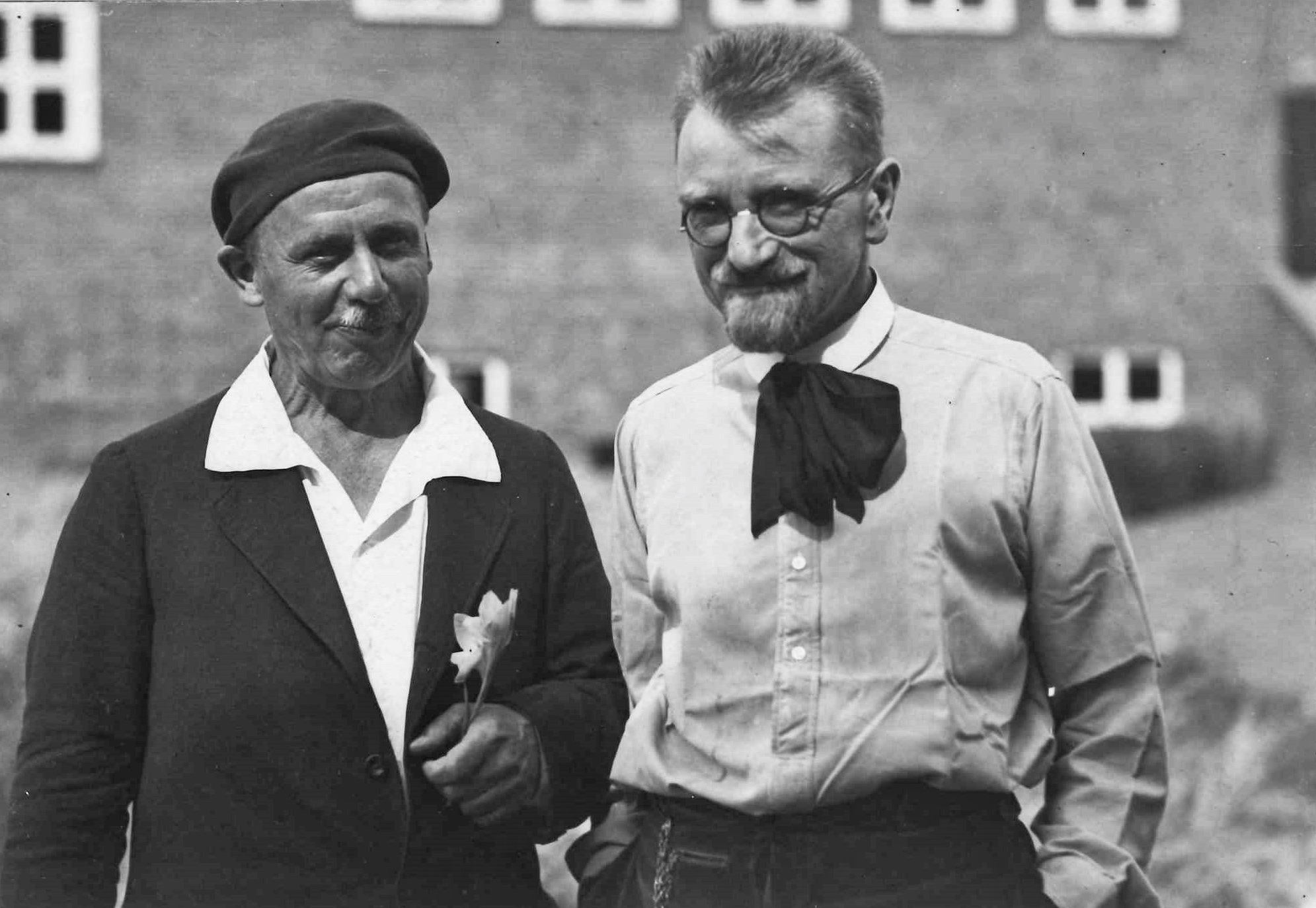
Martin Luserke und Rudolf Aeschlimann vor der 1930/31 errichteten Bühnenhalle der Schule am Meer, 1931

Danach kehrte er zur Freien Schulgemeinde zurück, wo er – von den Schülern «Aeschli» genannt – bis 1925 unterrichtete, von 1917 bis 1924 aber auch als Geschäftsführer des Internats tätig war. Mehrere Lehrer, darunter Luserke, waren im Ersten Weltkrieg als Soldaten an der Front, fehlten daher für den Unterricht und in der Schulverwaltung. Luserke kam zudem schwerverletzt zurück; er hatte eine Kopfverletzung erlitten, die ihn zeitlebens zeichnete.
Aeschlimann war in der Freien Schulgemeinde nicht der einzige Schweizer im Lehrerkollegium. Fernand Camille Petit-Pierre (1879–1972), der wie Aeschlimann Französisch lehrte, zählte jedoch im Gegensatz zu Aeschlimann ab 1915 zu Wynekens engstem Kreis pädophiler (hier: päderastischer) Gefolgsleute.
Mit der Novemberrevolution des Jahres 1918 flossen der Reformpädagogik auch linksradikale Einflüsse zu. Nicht wenige Lehrer zeigten dafür grosses Interesse, wie beispielsweise Paul Reiner, der ab 1919 in der Freien Schulgemeinde unterrichtete.
Erstmals Mitte Oktober 1922 und am 28. Oktober 1924 trafen sich Vertreter mehrerer Reformschulen unter der Leitung von Alfred Andreesen, dem Leiter der Stiftung Deutscher Landerziehungsheime, bei Heppenheim in der Odenwaldschule. Ziel war es, sich zu einem organisatorischen Verbund zusammenzuschliessen und das Lietzsche Erbe zu bewahren. Dabei ging es hauptsächlich um pädagogisch-konzeptionelle Parallelen und Ähnlichkeiten dieser Schulen, weniger um ökonomische oder verwaltungsrechtliche Aspekte. Der Verbund, die in Oberhambach gegründete Vereinigung der Freien Schulen – Landerziehungsheime und Freie Schulgemeinden – in Deutschland, hatte bis in das „Dritte Reich“ hinein Bestand. An den Treffen nahm Rudolf Aeschlimann zusammen mit Martin Luserke teil. Beide bekundeten Interesse an einer späteren Mitarbeit in der Vereinigung.
Aeschlimanns Verhältnis zu dem Wickersdorfer Schulmitgründer und zeitweisen Schulleiter Wyneken, mit dem es im Kollegium über Jahre wiederholt zu schweren Differenzen und Disputen gekommen war, wurde unerträglich. Aeschlimann ging mit Wynekens pädagogischen Vorstellungen und seiner Amtsführung nicht konform. Damit stand er im Kreis seiner Kollegen und der sonstigen Mitarbeiter nicht allein. Innerhalb der Freien Schulgemeinde bildete sich eine Oppositionsbewegung gegen Wyneken. Dabei handelte es sich im Kern um das so bezeichnete Triumvirat, das sich aus den Pädagogen Martin Luserke, Paul Reiner und Aeschlimann zusammensetzte.
Basis waren Vorwürfe, Wyneken habe mit Schülern homoerotischen Kontakt und sexuellen Verkehr gehabt. Nach Ansicht des Triumvirats waren derart gestaltete Beziehungen zwischen den Lehrkräften und ihren Schülern absolut unzulässig. Da Wyneken und seine Gefolgsleute im Kollegium diese heiklen Interaktionen als Teil ihrer reformpädagogischen Überzeugungen beschrieben, gestaltete sich eine weitere Zusammenarbeit für das Triumvirat problematisch. Luserke war zudem zeitweise Schulleiter, trug also während dieser Amtsjahre die Verantwortung für das gesamte schulische Geschehen. Aeschlimann stand neben seiner pädagogischen Rolle auch als Geschäftsführer der Schule ebenso in der Verantwortung. Wynekens «Eros-Skandal» führte 1921 zu seiner gerichtlichen Verurteilung und dazu, dass viele Schüler die FSG verliessen. Dies bedeutete neben dem Verlust an Renommée in der Öffentlichkeit auch einen finanziellen Aderlass. Wyneken wurde zwar abgesetzt, blieb aber als Gründer der Schule präsent und versuchte täglich, die schulischen Belange weiter zu beeinflussen. Petit-Pierre, der teilweise Schüler gewaltsam sexuell missbraucht haben soll, wurde durch das Triumvirat 1922 zum Verlassen der Schule gezwungen, hielt aber weiter mit Wyneken Kontakt.
Aeschlimann wurde im Februar 1924 von Luserke ins Vertrauen gezogen und in dessen Pläne eingeweiht, eine eigene Schule zu gründen. Auch Paul Reiner gehörte bald zu den Projektplanern. Zu Pfingsten 1924 reisten die drei mit ihren Kameradschaften, den Bären (Luserke), Pinguinen (Reiner) und Wölfen (Aeschlimann) von der Freien Schulgemeinde, ans Meer. Dort, am «Rand der bewohnbaren Welt», wollten sie einen geeigneten Standort für eine neue Schule lokalisieren. Eine freundschaftlich bis nahezu familiär anmutende Kameradschaft bestand aus einer Gruppe von etwa zehn Schülern unterschiedlichen Alters und Geschlechts sowie einem Lehrer als Kameradschaftsführer. Auf der Nordseeinsel Juist wurden sie fündig. So kam es nach einer für die Beteiligten quälend lang erscheinenden Zeit schliesslich per 30. März 1925 zur Sezession. Annemarie und Martin Luserke, Anni und Paul Reiner, Helene und Rudolf Aeschlimann, Christfriede und Fritz Hafner sowie die seit 1909 in Wickersdorf tätige Wirtschaftsleiterin Marie Franke (1864–1940) zogen mit ihren insgesamt elf eigenen Kindern im April 1925 nach Juist, zur dort neu gegründeten Schule am Meer, die Ostern 1925 zum neuen Schuljahresbeginn eröffnet wurde. Den Pädagogen folgten sechzehn Schüler ihrer Kameradschaften aus Wickersdorf, darunter Herbert von Borch, Hans Hess, Hans Werner Skafte Rasmussen und Ove Skafte Rasmussen.
An der Schule am Meer auf Juist unterrichtete «Aeschli» Französisch, Erdkunde und Geschichte, war aber gleichzeitig der Verwalter, Kuratoriumsmitglied der Stiftung Schule am Meer und auch Landwirt des ambitionierten Internats, das dauerhaft um seine Finanzierung zu ringen hatte. Er soll sich dort besonders glücklich gefühlt und mit Vorliebe speziell um die als schwieriger geltenden Schüler bemüht haben. Die Schule wurde nach genau neun Jahren zu Ostern 1934 vor dem Hintergrund des Antisemitismus und der nationalsozialistischen «Gleichschaltung» geschlossen. Durch die politisch verursachte Diskriminierung und Ausgrenzung sowie die damit verbundene Vertreibung jüdischer Schüler, Eltern und Förderer durch Juister Nationalsozialisten (Bürgermeister, gleichzeitig NSDAP-Ortsgruppenleiter, SA und HJ) hatten zunehmend auch ökonomische Probleme eine Rolle gespielt.

### Tätigkeit in der Schweiz

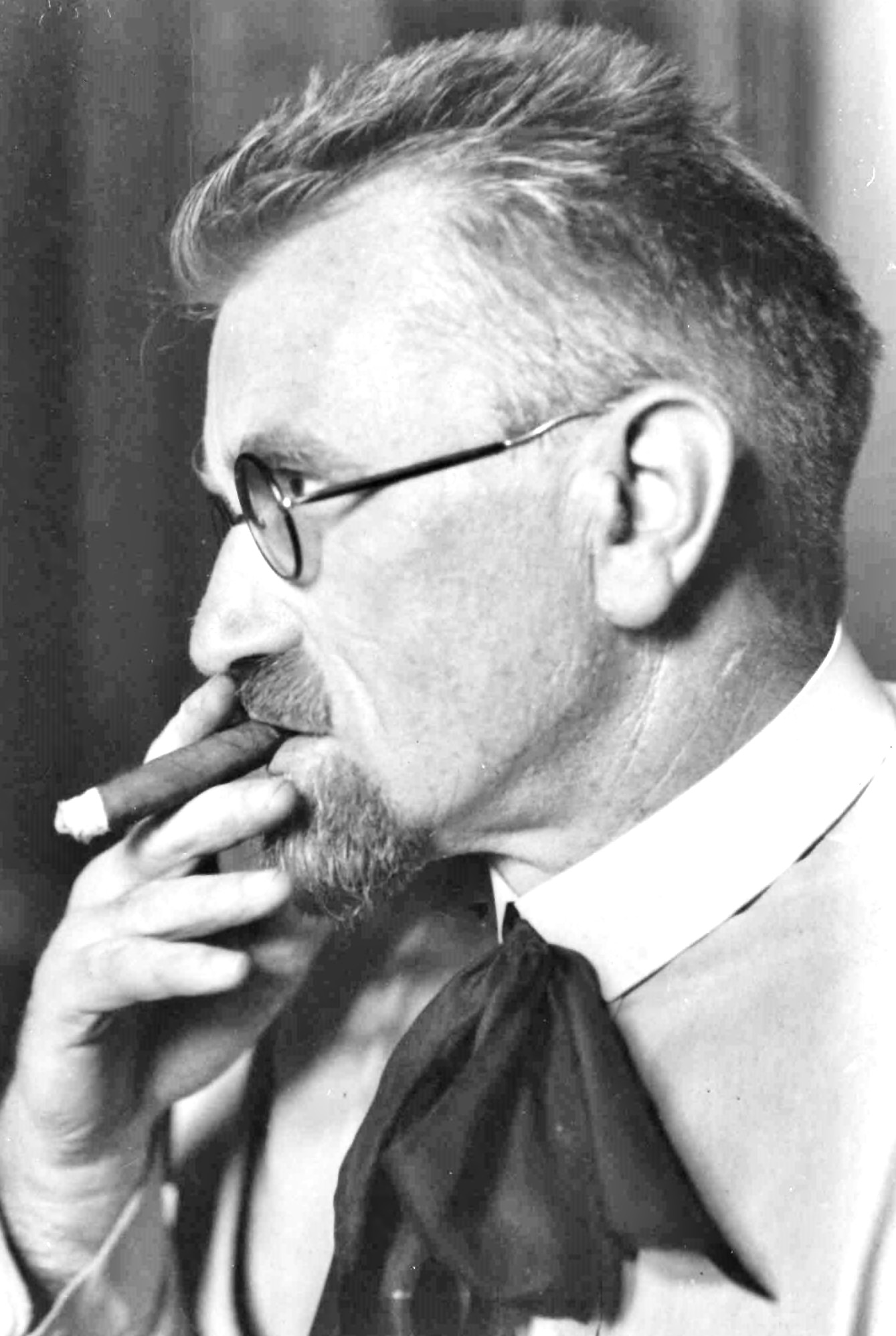
Rudolf Aeschlimann, vermutl. 1930er Jahre

Aeschlimann kehrte im Alter von 50 Jahren allein in die Schweiz zurück, während seine Frau mit den kleinen Kindern zunächst in Deutschland verblieb, um dort als Lehrerin für den Lebensunterhalt zu sorgen. Er suchte in seiner Heimat als Rückkehrer nach Akzeptanz und nach neuen Aufgaben.
Am 15. August 1936 wurde er in Burgdorf zum Vormundschaftssekretär gewählt, gleichzeitig zum Primarschulsekretär und Amtsvormund sowie zum Stellvertreter des Stadtschreibers. Seine Ehefrau folgte nun mit den Kindern nach Burgdorf. Per 1. Januar 1938 wählte ihn die Mittelschulkommission zum Vorsteher der Mädchensekundarschule. Nach sechzehn Jahren schied er 1954 im Alter von 70 Jahren aus diesem Amt. Er wurde nun Leiter der Stadtbibliothek Burgdorf. 1957 beendete er diese Tätigkeit aus Altersgründen und schloss auch mit den von ihm wahrgenommenen Funktionen als Mitglied der Fürsorgekommission, des Berner Heimatschutzes und der Gemeinnützigen Gesellschaft von Burgdorf ab.
Anlässlich seines 75. Geburtstages im Jahr 1959 erreichten ihn zahlreiche Glückwunsch- und Anerkennungsschreiben ehemaliger Schüler der Freien Schulgemeinde Wickersdorf und der Schule am Meer auf Juist:

„Idealismus, Einordnung in die Gemeinschaft, humanes Denken, den Sinn für das Schöne und Gute, das dürften alle (…) von Dir gelernt haben. …(Inzwischen) ist die Probe gekommen und glänzend bestanden worden … auch der Humor ist geblieben. Aber darin hatte ich schon damals Deine beste Unterstützung.“

„Du hast vor allem die menschliche Atmosphäre dieser eigenartigen Gemeinschaft stark beeinflußt. Du hast (…) Deine treue und unbeirrbare Überzeugung von der Richtigkeit und Notwendigkeit (des) gewagten Unternehmens (Schule am Meer) vorgelebt und von morgens bis abends praktiziert: Unterricht, Schulverwaltung, Kameradschaft, musische Betätigung in Spiel und (schönstem) Gesang, Groß- und Kleinkrieg mit Eltern, Schulbehörden, Insulanern. Anregen, Mitmachen, Schlichten und Ausgleichen, das ganze Jahr fast ohne Unterbrechung. …«typisch Aeschli»“

„Weißt Du noch, Aeschli? …wie bald wurden Lene (Helene Aeschlimann) und Du (in der Schweiz) zu einem Zentrum der Hilfe für die Freunde in Deutschland! Auch für jenen alten jüdischen Mitschüler, der nach schrecklichen Erlebnissen über die Schweizer Grenze gekommen war…“

Eine lebenslange Freundschaft verband das Lehrer-Ehepaar Aeschlimann mit ihrem Kollegen, dem Schriftsteller Wilhelm Lehmann, den es aus gemeinsamer Lehrtätigkeit in der Freien Schulgemeinde kannte.

## Veröffentlichung
- Nichtigkeit wegen Widerrechtlichkeit im Sinne von OR 20 : unter Berücksichtigung des Kriegswirtschaftsrechts. Inauguraldissertation, Universität Zürich, J. Weiss, Affoltern am Albis 1949 OCLC 10992147